# 威悉体育场
威悉體育場（德語：Weserstadion）是一座位於德國不萊梅的體育場，目前是德國足球甲級聯賽球隊雲達不萊梅的主場球場。
威悉體育場位於威悉河的北岸，不来梅市政厅东南方约3公里。
1947年球场启用，首场比赛是5月11日云达不莱梅和奥斯纳布吕克体育俱乐部之间的北德冠军赛。
2004–05赛季云达不莱梅主场对阵沙尔克04时，体育场的照明泛光系统曾发生严重故障，导致比赛延迟了65分钟，直到当晚21时36分才开始。比赛进行到第84分钟内尔松·阿埃多·巴尔德斯进球时，已经是晚上23时15分，这也创下了德甲历史上当日最晚进球的记录。
2008年起至2012年，威悉体育场進行了改建，安装了总面积约2万平方米的、欧洲最大的建筑物集成光伏系统。

## 举办的国际比赛
| 日期          | 主队 | 客队                 | 比分      | 比赛性质                   | 观众数 |
| ------------- | ---- | -------------------- | --------- | -------------------------- | ------ |
| 1939年5月23日 | 德国 | 愛爾蘭               | 1–1 (1–0) | 友谊赛                     | 35,000 |
| 1980年2月27日 | 西德 | 馬爾他               | 8–0 (3–0) | 1980年欧洲足球锦标赛预选赛 | 38,000 |
| 1988年6月4日  | 西德 | 南斯拉夫             | 1–1 (0–1) | 友谊赛                     | 13,000 |
| 1992年6月2日  | 德国 | 北爱尔兰             | 1–1 (1–1) | 友谊赛                     | 30,000 |
| 1997年4月30日 | 德国 | 乌克兰               | 2–0 (0–0) | 1998年國際足協世界盃外圍賽 | 33,242 |
| 1999年4月28日 | 德国 | 苏格兰               | 0–1 (0–0) | 友谊赛                     | 27,000 |
| 2001年5月29日 | 德国 | 斯洛伐克             | 2–0 (0–0) | 友谊赛                     | 18,000 |
| 2003年4月30日 | 德国 | 塞爾維亞與蒙特內哥羅 | 1–0 (0–0) | 友谊赛                     | 26,000 |
| 2005年9月7日  | 德国 | 南非                 | 4–2 (1–1) | 友谊赛                     | 28,100 |
| 2012年2月29日 | 德国 | 法國                 | 1–2 (0–1) | 友谊赛                     | 37,800 |

2014年11月14日德国对阵直布罗陀的欧洲杯资格赛原定于在威悉体育场进行，但因为德国足协和不莱梅州在安保费用上的争执而取消，比赛改在纽伦堡的法兰克人体育场举行。

## 图集

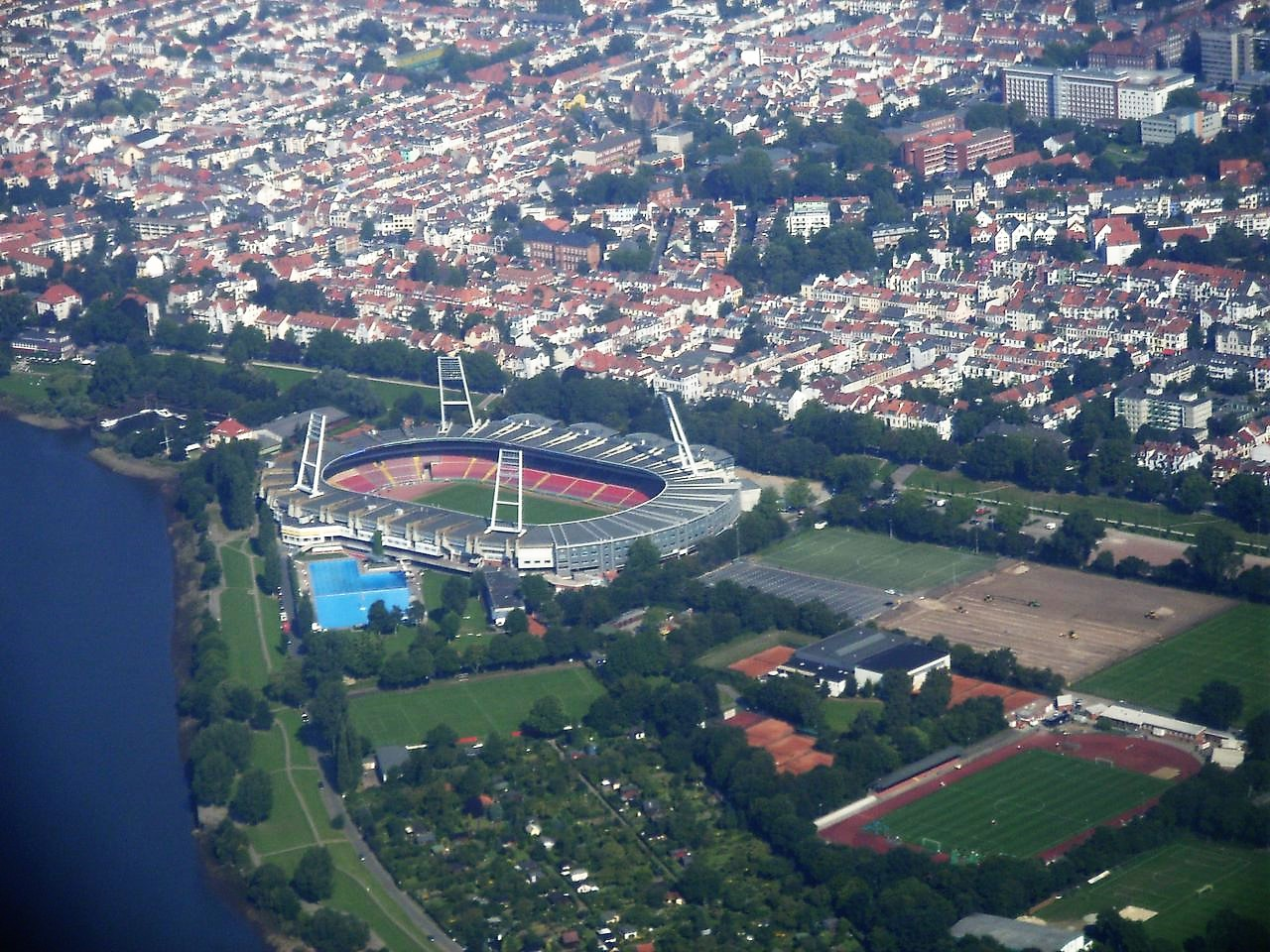
2005年时的球场鸟瞰，此时仍有弧形看台和红色座椅
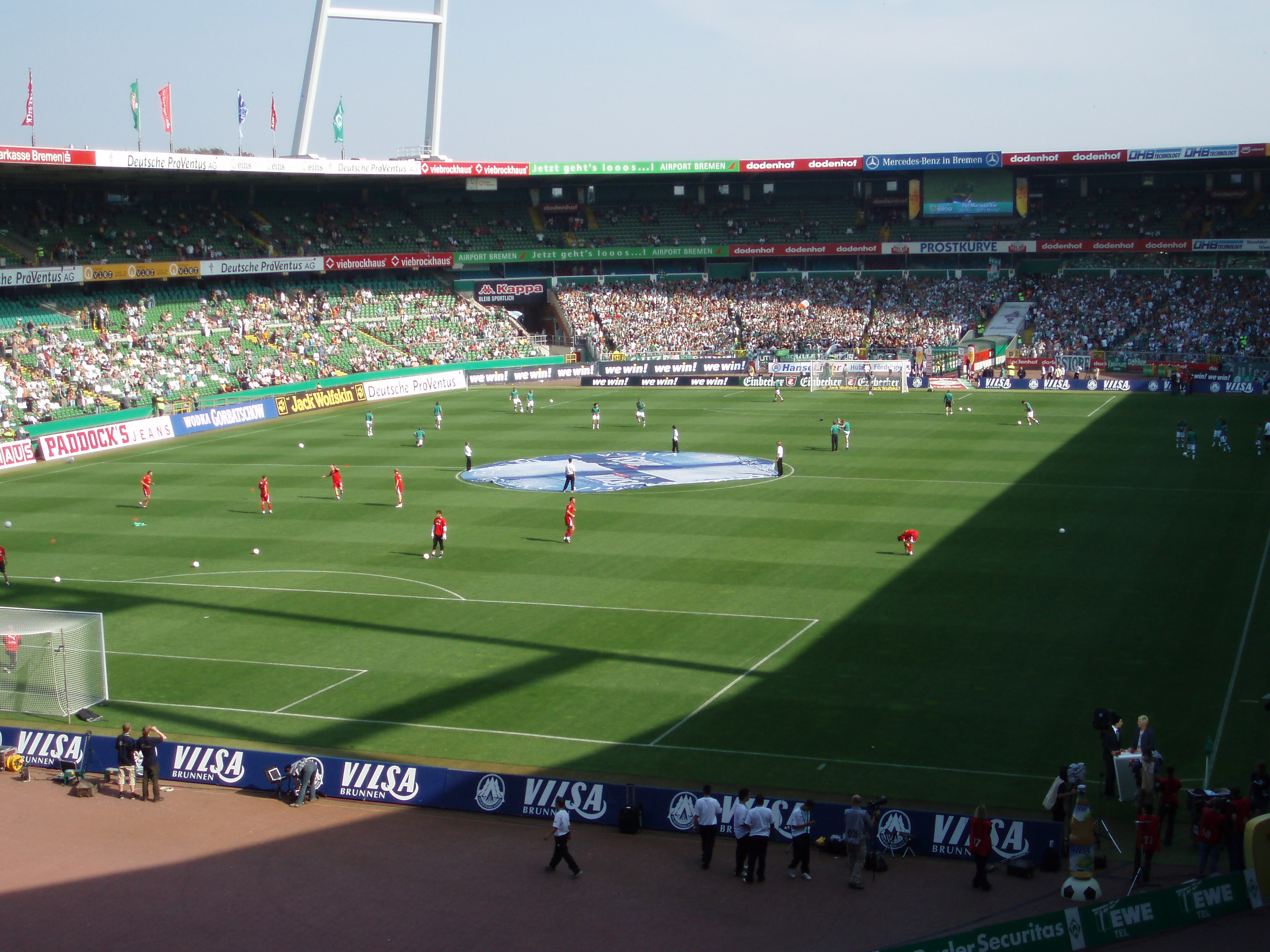
2006年的球场内部
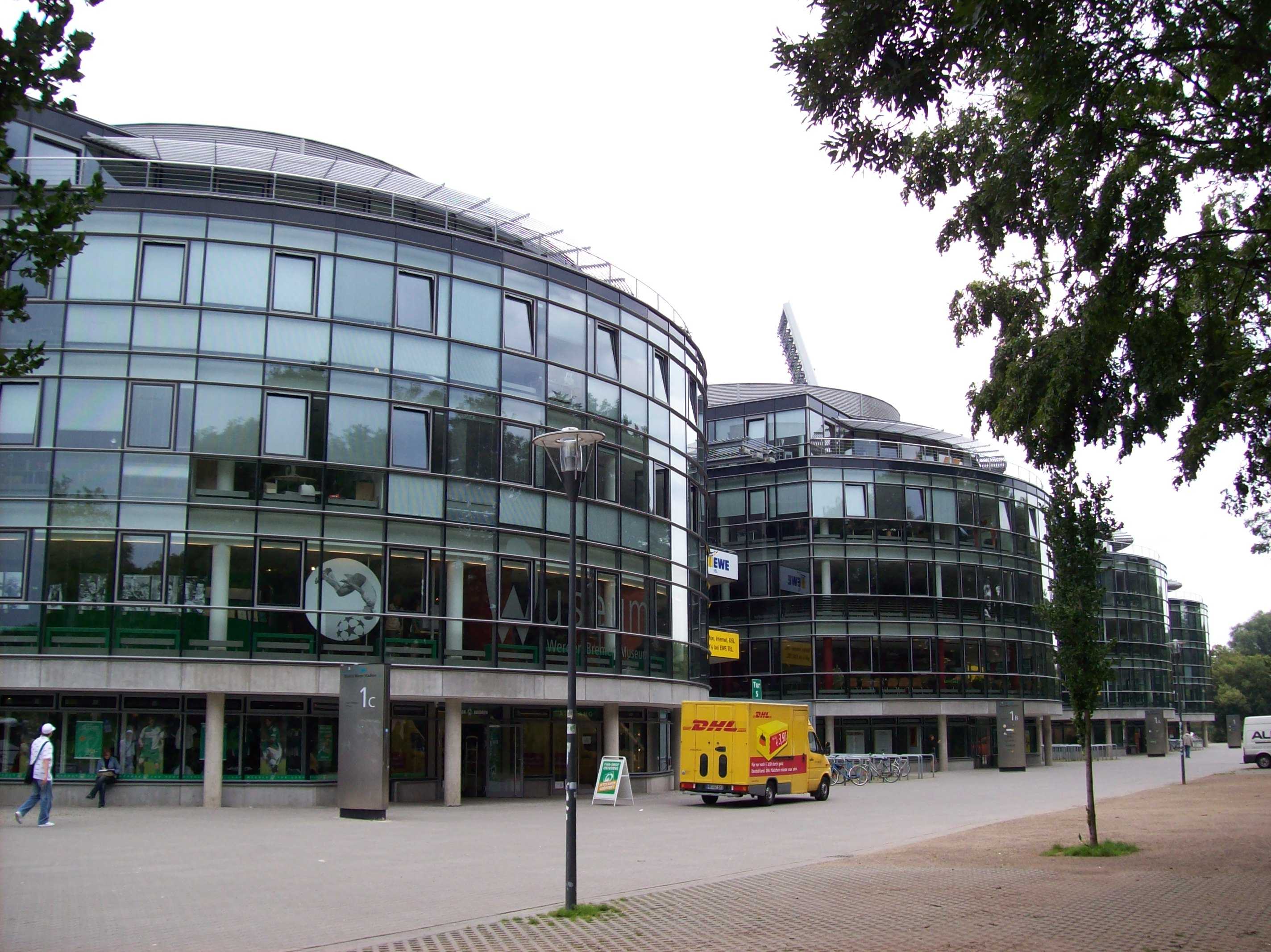
2007年的球场北侧
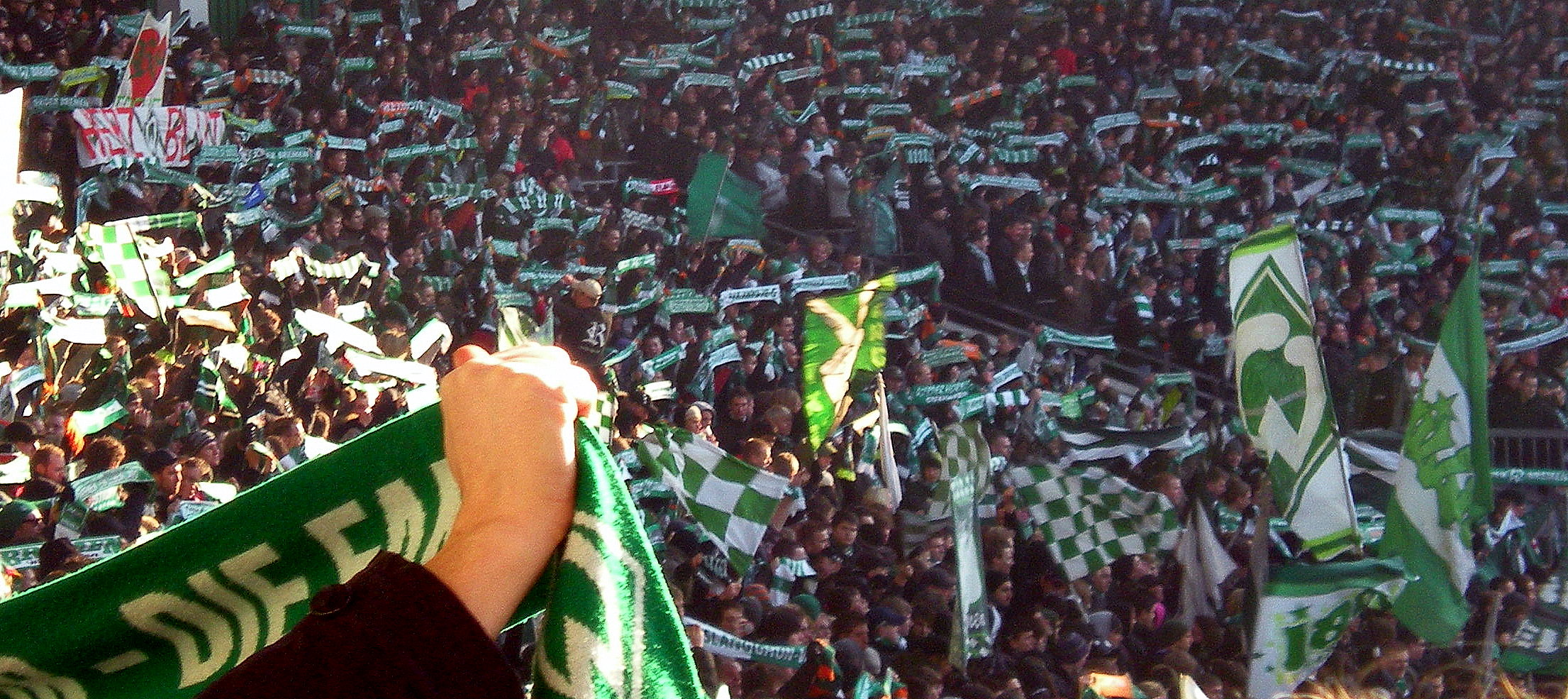
2009年的东看台球迷
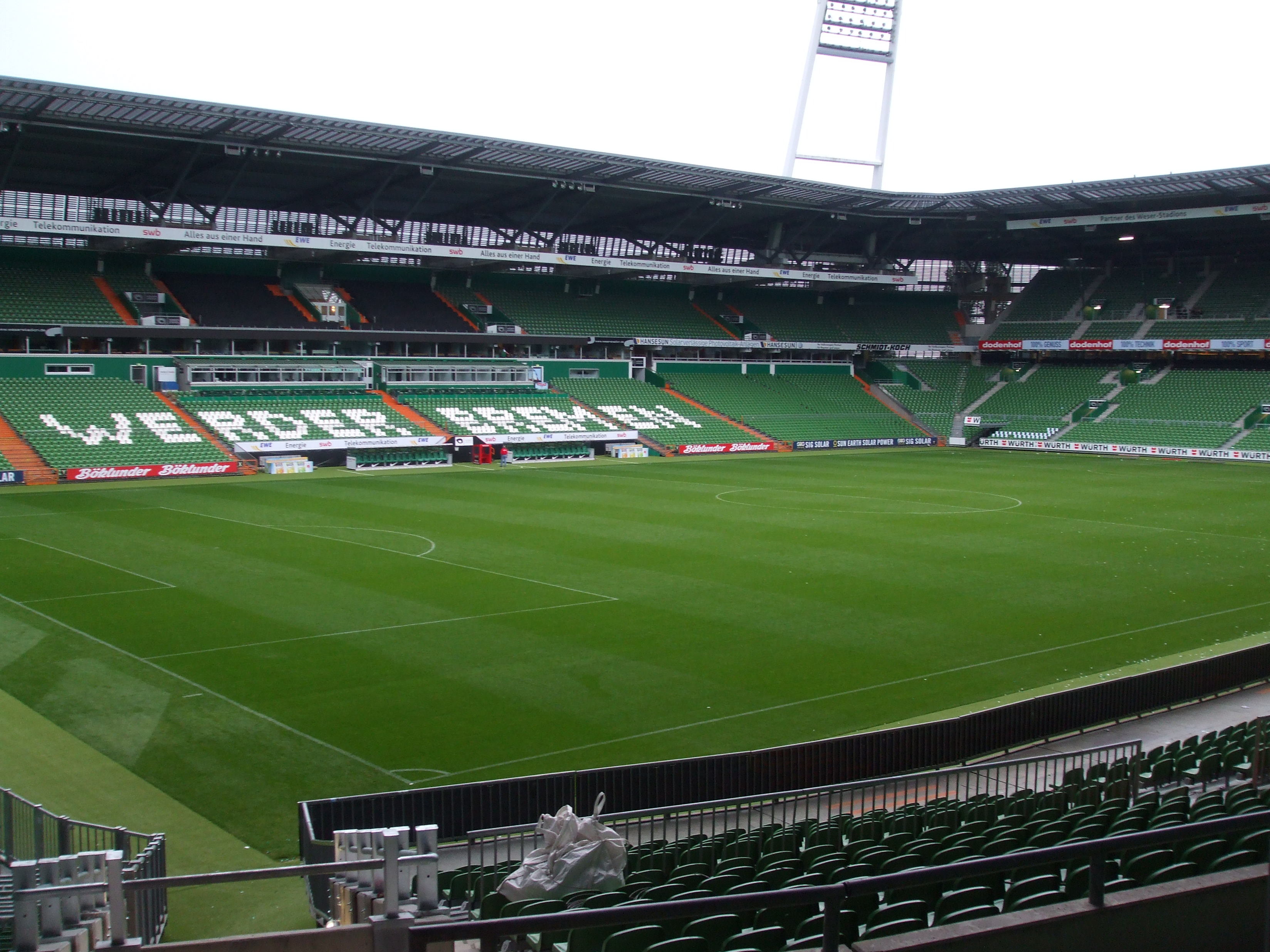
2011年崭新的球场内部
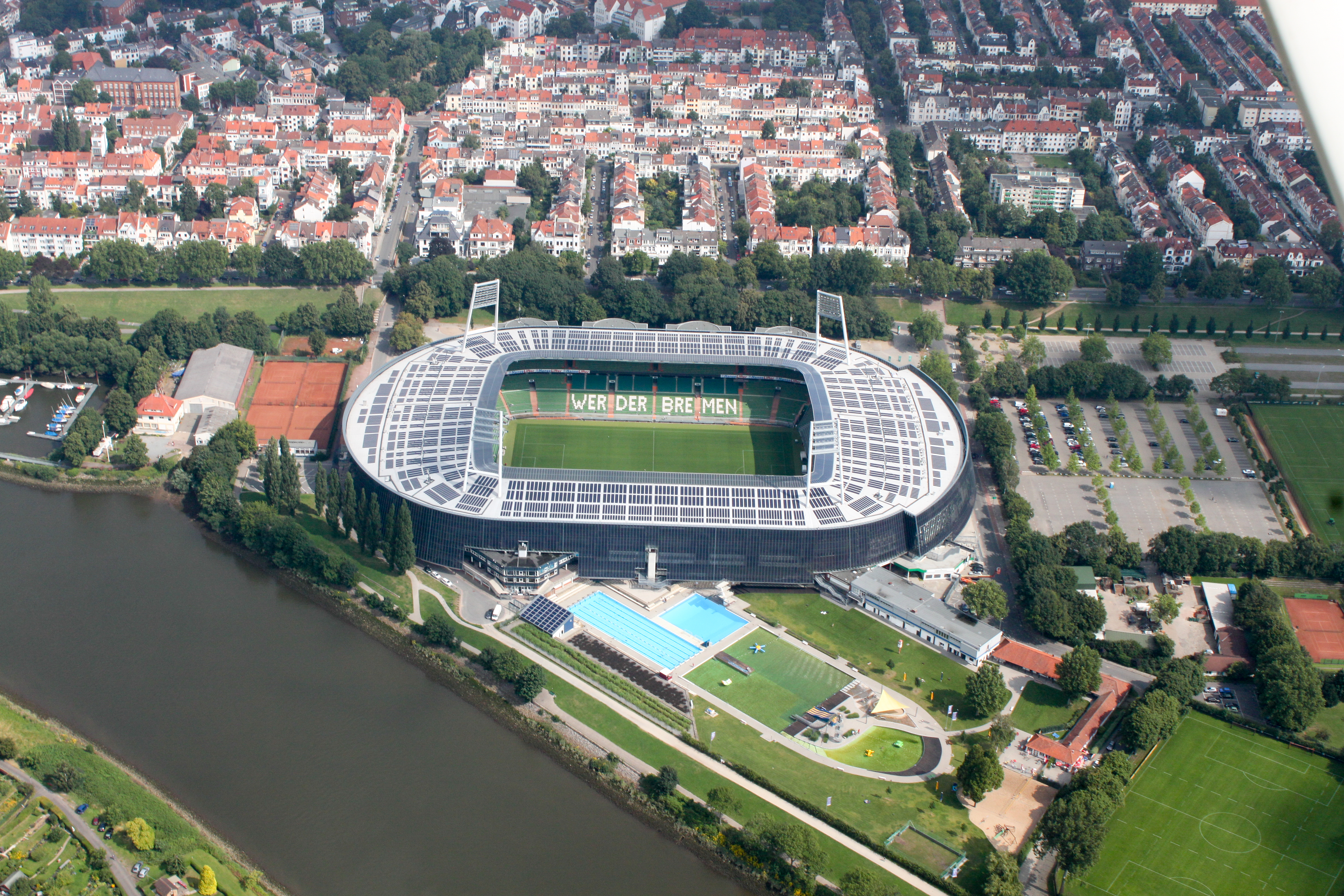
球场周围环境，摄于2012年
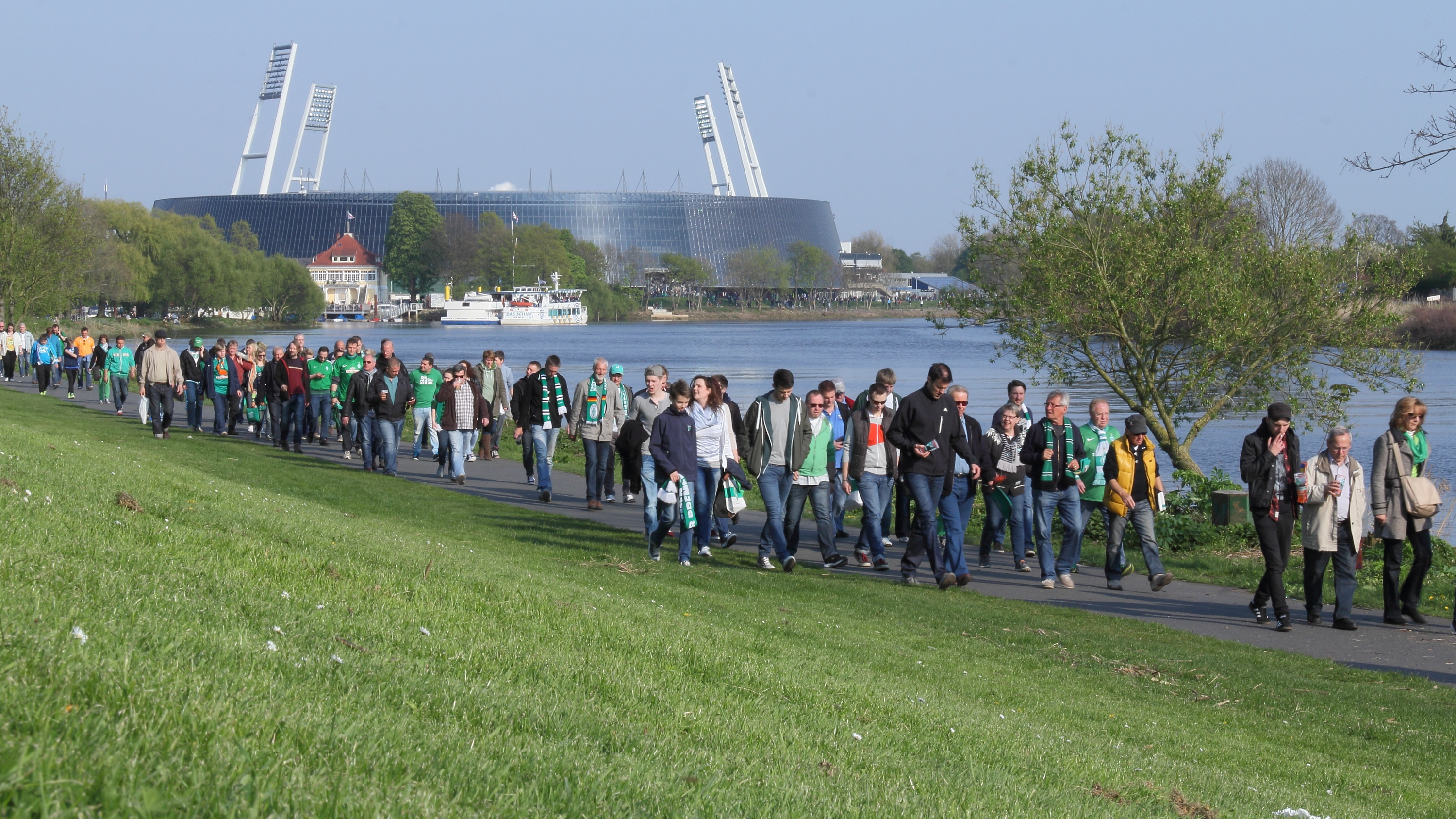
2014年4月19日（比赛日），威悉体育场外的球迷

## 外部連結
- 官方網站 （页面存档备份，存于）（德文）